# أنطون مليك

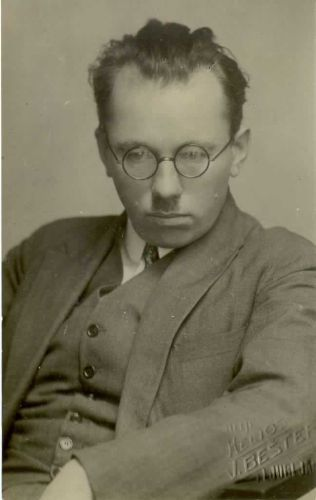
انطوان مليك

انطون مليك (1 يناير 1890 - 8 يونيو 1966) سلوفيني جغرافي.